# Jón Ögmundsson
Jón Ögmundsson (Fljótshlíð, 1052-Hólar, 23 de abril de 1121) fue un religioso católico islandés que ocupó el cargo de primer obispo de Hólar de 1106 hasta su muerte. 
Es venerado como un santo local en Islandia y Noruega. Su canonización tiene la particularidad de haber sido realizada por el parlamento islandés (Alþingi) en el año 1200. La Santa Sede no ha reconocido oficialmente su canonización, pero tolera su veneración.

## Biografía
Jón Ögmundsson nació en Fljótshlíð, en el sur de Islandia, en el seno de una familia poderosa. Hijo de Øgmund Thorkelson, descendiente de uno de los primeros colonos en la isla Helgi bjóla Ketilsson y de Þorgerður Egilsdóttir (n. 1040), un hija de Egill Síðu-Hallsson.
De joven ingresó a estudiar en el seminario de Skálholt, donde fue discípulo del obispo Ísleifur Gissurarson. Una vez que obtuvo el grado de diácono, viajó a Roma para completar sus estudios. También realizó un viaje a través de Escandinavia, las islas británicas y París. De regreso a la isla visitó la corte del rey Svend II de Dinamarca. Una vez en Islandia fue ordenado sacerdote. Jón Ögmundsson se casó en dos ocasiones, pues en su época el celibato no era una regla observada totalmente por el clero islandés.
En 1104 o 1105 se creó una nueva diócesis para el norte de Islandia, con sede en Hólar. Jón Ögmundsson fue elegido para obispo de la nueva diócesis, y recibiría la mitra episcopal el 29 de abril de 1106 en la ciudad de Lund, Dinamarca, en ese entonces sede arzobispal de todos los países nórdicos.
Como obispo, construyó la catedral y una escuela catedralicia en Hólar. Esta escuela, que contaba con profesores extranjeros, pronto se convirtió en un centro cultural para toda Islandia. También fundó el primer monasterio en la isla, en Þingeyrar. Jón tuvo un papel importante en el reforzamiento de la fe cristiana entre los islandeses, a través de la obligatoriedad de los ritos cristianos y la proscripción de la brujería y las creencias paganas.
Para borrar la herencia de la religión nórdica pagana, Jón Ögmundsson cambió los nombres de algunos días de la semana. Así, el día martes cambió de Týsdagur (día de Tyr) a Þriðjudagur (tercer día), el miércoles de Oðinsdagur (día de Odín) a miðvíkudagur (día de media semana), el jueves de Þórsdagur (día de Thor) a fimmtudagur (quinto día), y el viernes de Freysdagur (día de Freyja) a föstudagur (día fijo). Por ello, el idioma islandés difiere en la etimología de estos días de la semana de las demás lenguas germánicas.
Murió tras una larga enfermedad el 23 de abril de 1121.

## Veneración
En el año 1200 el ting (asamblea) de Islandia, que entonces tenía categoría de sínodo eclesiástico, decidió declararlo santo. El traslado de sus restos a la catedral de Hólar fue celebrado solemnemente el 3 de marzo de ese mismo año y el 23 de abril, día de su muerte, fue declarada fiesta nacional. De este modo, Jón Ögmundsson es, junto a Þorlákur Þórhallsson, uno de los dos santos católicos en ser declarados como tal por un parlamento.
La Santa Sede nunca ha ratificado la canonización, como sí ocurrió con Þorlákur en 1984. Sin embargo, el culto de Jón fue aceptado por la Iglesia localmente en Islandia y Noruega durante la Edad Media, y actualmente sigue siendo venerado por la población católica de esos países.
La biografía de Jón Ögmundsson, Vita beati Johannis fue escrita en latín a principios del siglo XIII por un fraile dominico de Þingeyrar llamado Gunnlaugr Leifsson (fallecido hacia 1218). Aunque se reconocen hechos verídicos, se acepta que está salpicada de leyendas. La obra original se perdió, pero quedan dos traducciones al islandés.